# 小行星2518
小行星2518（2518 Rutllant）是一颗围绕太阳公转的小行星。1974年3月22日，卡洛斯·托雷斯在Cerro El Roble发现了此天体。
該小行星以西班牙天文學家費德里科·魯特蘭特·阿爾西納（Federico Rutllant Alcina）命名。
这颗小行星的绝对星等为38.88452等。